# José Correia Nobre França
José Correia Nobre França (1838 — 1920) foi um mação, republicano e socialista. Tipógrafo, publicista e director da revista Azagaia - Revista Política Radical.

## Obras
- A philologia perante a história : ensaio de crítica á sciencia allemã e a várias sciencias, Porto, 1890-1891.